# 针状鼠麹木属
针状鼠麹木属（学名：Oxylaena）是菊科的一属。

## 下属物种
本属包括以下物种：
- 针状鼠麹木 Oxylaena acicularis (Benth.) Anderb.